# Conjunctiinae
Conjunctiinae zijn een uitgestorven onderfamilie van de loopkeverfamilie (Carabidae). De wetenschappelijke naam werd voor het eerst geldig gepubliceerd in 1977 door Ponomarenko.